# Lino Matías Picado Franco
fray Lino Matías Picado Franco (Los Hoyos, actual provincia de Cáceres, 1772 - Coria, 10 de julio de 1853), historiador, escritor, sacerdote y monje benedictino español. Usó también por nombre el anagrama de Pidoca Narcof de Jagne, Onil.

## Biografía
Profesó en el monasterio benedictino de San Pedro de Arlanza y estudió en Oviedo y en Salamanca. Sirvió como capellán en el regimiento de infantería de La Rioja durante la Guerra de la Independencia. Después fue visitador de su orden en Aragón. Gracias a ser amigo de Francisco Tadeo Calomarde y en obsequio a sus servicios como capellán y como publicista del neoabsolutismo fernandino durante el Trienio Liberal, fue nombrado prelado apostólico y del Consejo de su Majestad y abad del monasterio benedictino de San Juan de la Peña desde comienzos de 1824 a 1830, aunque los monjes protestaron al principio; en ese último año solicitó el traslado al de San Cugat del Vallés y fue abad allí también entre 1830 y 1835, aunque en 1833 estuvo en Madrid organizando el Museo de Ciencias Naturales. Tras la desamortización se trasladó a su pueblo natal y luego a Coria, donde falleció en 1853.
Fue un destacado publicista del neoabsolutismo de Fernando VII durante el Trienio Liberal y aun después, y tras escribir un par de obras históricas sobre la Guerra de la Independencia (en que trató muy mal a los liberales y describió las intrigas de Espoz y Mina contra Durán y sus tropas), polemizó luego en la prensa del Trienio y también después contra el exiliado liberal en Francia José Presas por algunos escritos que había publicado allí contra el absolutismo de los reyes españoles.
Se le atribuyó una Apologia de los asnos, compuesta en renglones así como versos (1829) a la que pertenecía una fábula que encontró en su mesa Fernando VII, por la cual se habría desterrado a su monasterio a Lino Picado, presunto autor de la misma: 
De Jaén a Ximena / iba un arriero / con su recua de burros / de diferentes pelos. / Llevaba burros blancos, / llevaba burros negros, / llevaba burros pardos, / también burros plateros / Un militar curioso / observó al arriero / y dijo entusiasmado: / ¡Tú si que eres discreto! / Tu conducta aplaudida / será del mundo entero: / tú las acciones miras, / no reparas el pelo: / palo al burro que es blanco, / palo al burro que es negro, / palo al burro que es pardo, / palo al burro platero / palos á todo burro / que no anda derecho (Apología..., LII- LV).

## Obras
- Memorias sobre la reconquista de Zaragoza, conservación de la plaza y rendición de su castillo por las tropas españolas en julio de 1813, Madrid, 1815.
- Historia del origen, conocimiento y acciones de la guerra de la sexta división del segundo ejército, o sea, de Soria, durante nuestra sagrada lucha al mando del Excmo. Señor Don José Joaquín Durán y Barazabal, Mariscal de Campo de los Reales Exercitos escrita por el padre Lino Matías Picado Franco capellán que fue de uno de los cuerpos de la división, Madrid, en la oficina de Dávila, impresor de cámara de S. M., 1817, 2 vols. V. 1: Que comprehende desde el alarma general de la nación hasta el 18 de marzo, que la división se posesionó de Soria por asalto. V 2: Que comprehende desde el 24 de marzo de 1812 que salió la division de Soria, hasta la paz.
- Los comuneros de hogaño no son como los de antaño, 1822.
- Los antropófagos que han aparecido en Madrid, Madrid, 1827.
- Contestación á la obra titulada: Pintura de los males que ha causado á la España el gobierno absoluto de los dos últimos reynados, y de la necesidad del restablecimiento de las antiguas Cortes, ó de una carta constitucional dada por el rey Fernando, publicada en Burdeos por... don Jose Présas. Cartas que... don Lino Maria Picado Franco,... escribió á une caballero oficial frances que le facilitó la lectura de la predicha obra. Burdeos: Lawalle, 1829.
- Con el anagrama Pidoca Narcof de Jagne, Onil, Breve contestacion á la obra titulada El triunfo de la verdad y confusion de la impostura: impresa en Burdeos, que mas bien debería titularse Ensalada con solo el condimento del vinagre del doctor D. José Presas, Barcelona: Viuda de Agustín Roca, 1831.
- Con el anagrama Pidoca Narcof de Jagne, Onil, Vindicación del rey Don Pedro I de Castilla, en la que se manifiesta por las crónicas, abreviada y vulgar, que de este rey escribió Don Pedro López Ayala que lejos de merecer el dictado de Cruel, es muy acreedor al de Benigno y Justiciero. Barcelona: Viuda de Agustín Roca, 1831.
- Breve oracion que con motivo de la solemne fiesta de Iglesia hecha el 27 de Febrero, por el imperal monasterio de San Cugát del Vallés ... por la ecsaltacion del Cardenal Mauro Capellari dijo su Abad celebrando de Pontifical Barcelona: Viuda de Agustín Roca, impresor de cámara de S. M., 1831
- El francmasón convertido